# Rue Abbé-de-L'Épée (Marseille)
Pour les articles homonymes, voir Rue de l'Abbé-de-l'Épée.
La rue Abbé-de-L’Épée est une voie marseillaise située dans le 5e arrondissement de Marseille. 

## Situation et accès
Cette rue en ligne droite qui traverse le quartier du Camas d’ouest en est, débute rue Saint-Savournin et se termine rue George.

## Origine du nom
La rue doit son nom à Charles-Michel Lespée, dit Abbé de l'Épée (1712-1789), prêtre français précurseur entre autres de l’éducation des sourds.

## Bâtiments remarquables et lieux de mémoire
- Au début de la rue se trouve le lycée professionnel privé Saint-Michel, situé dans l’angle avec la rue Saint-Savournin.